# آلمان در المپیک تابستانی ۱۹۹۲
آلمان در بازی‌های المپیک تابستانی ۱۹۹۲ که در شهر بارسلونا اسپانیا برگزار شد، کاروان آلمان با ۴۶۳ ورزشکار در این رقابت‌ها شرکت کرد و موفق به کسب ۸۲ مدال (۳۳ طلا، ۲۱ نقره، ۲۸ برنز) شد. در جدول رتبه‌بندی توزیع مدال‌ها، آلمان در ردهٔ ۳ مسابقات قرار گرفت.